# Трисвинецгольмий
Трисвинецгольмий — бинарное неорганическое соединение
гольмия и свинца
с формулой HoPb3,
кристаллы.

## Получение
- Сплавление стехиометрических количеств чистых веществ:

{\displaystyle {\mathsf {Ho+3Pb\ {\xrightarrow {T}}\ HoPb_{3}}}}

## Физические свойства
Трисвинецгольмий образует кристаллы
кубической сингонии, пространственная группа P m3m, параметры ячейки a = 0,4800 нм, Z = 1,
структура типа тримедьзолота AuCu3
.